# Río Los Sauces
Río Los Sauces är ett vattendrag i Chile.   Det ligger i regionen Región del Biobío, i den södra delen av landet, 400 km söder om huvudstaden Santiago de Chile.
Omgivningen kring Río Los Sauces är i huvudsak ett öppet busklandskap. Området är mycket glesbefolkat, med 2 invånare per kvadratkilometer.